# Vlag van Hoedekenskerke

De vlag van Hoedekenskerke

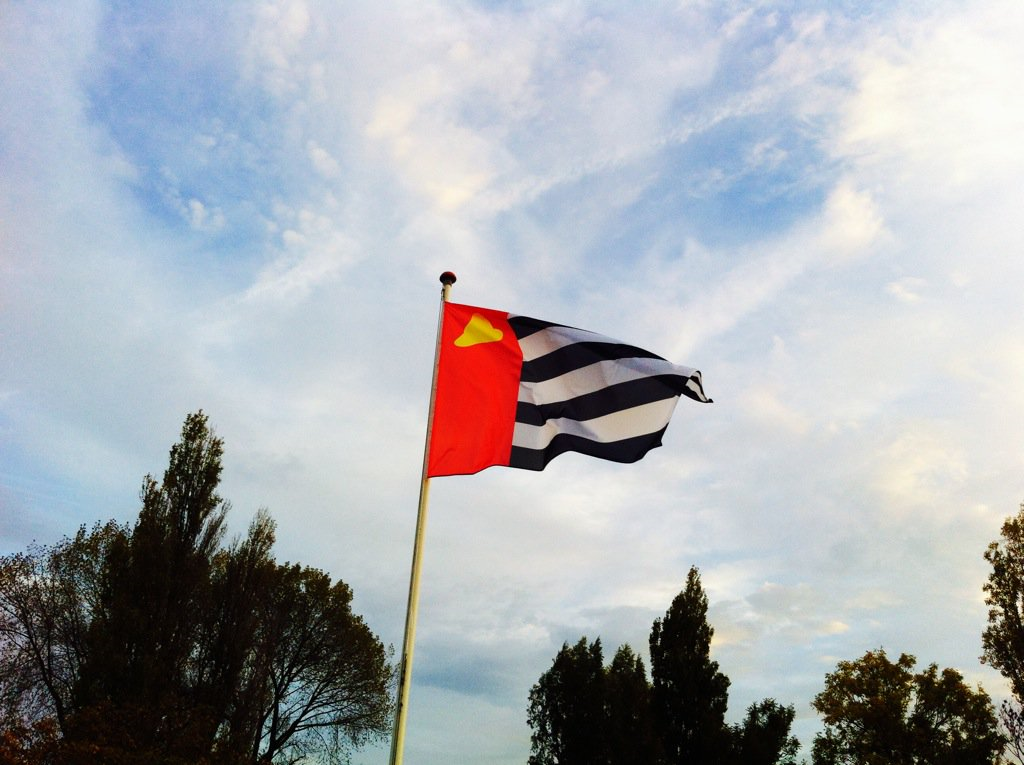
De vlag, wapperend aan een vlaggenmast

De vlag van Hoedekenskerke bestaat uit negen even hoge banen van zwart en wit. In de broektop, de top aan de kant van de vlaggenmast, staat met een hoogte van twee banen in het geel een Zeeuwse bolhoed. Deze elementen zijn afgeleid uit het Wapen van Hoedekenskerke. De negen horizontale strepen staan voor de hermelijnstaarten uit het wapen. De bolhoed is eveneens terug te vinden in het wapen.
De vlag van Hoedekenskerke is in de historie slechts één keer gebruikt. Het dorp kreeg ooit een vlag omdat de provincie Zeeland de komst van Koningin Juliana wilde opfleuren met vlaggen van iedere gemeente. In 1970, niet lang na het koninklijk bezoek is de gemeente Hoedekenskerke opgeheven. De vlag is om die reden door de gemeenteraad nooit erkend als gemeentevlag. 

## Opnieuw in gebruik
In 2015 heeft de Dorpsraad van Hoedekenskerke de vlag nieuw leven ingeblazen. Het merendeel van de huishoudens in het dorp is nu in het bezit van een vlag.
Aardenburg 
· Arnemuiden 
· Axel 
· Baarland 
· Biervliet 
· Biggekerke 
· Borssele 
· Breskens 
· Brouwershaven 
· Bruinisse 
· Burgh 
· Domburg 
· Dreischor 
· Driewegen 
· Duiveland 
· Ellewoutsdijk 
· 's-Gravenpolder 
· Groede 
· Haamstede 
· 's-Heer Abtskerke 
· 's-Heer Arendskerke 
· Hoedekenskerke 
· Hontenisse 
· IJzendijke 
· Kloetinge 
· Kortgene 
· Koudekerke 
· Krabbendijke 
· Kruiningen 
· Mariekerke 
· Meliskerke 
· Middenschouwen 
· Nieuw- en Sint Joosland 
· Nisse 
· Noordgouwe 
· Oostburg 
· Oostkapelle 
· Oud-Vossemeer 
· Oudelande 
· Ovezande 
· Poortvliet 
· Retranchement 
· Rilland-Bath 
· Ritthem 
· Sas van Gent 
· Scherpenisse 
· Schoondijke 
· Sint-Annaland 
· Sint Jansteen 
· Sint-Maartensdijk 
· Sint Philipsland 
· Sluis 
· Sluis-Aardenburg 
· Stavenisse 
· Valkenisse 
· Vogelwaarde 
· Waarde 
· Waterlandkerkje 
· Wemeldinge 
· Westdorpe 
· Westerschouwen 
· Westkapelle 
· Wissenkerke 
· Wolphaartsdijk 
· Zaamslag 
· Zierikzee 
· Zuiddorpe 
· Zuidzande
Boschkapelle
· Cadzand
· Clinge
· Eede
· Graauw en Langendam
· Haamstede
· 's-Heer Arendskerke
· 's-Heerenhoek
· Heille
· Heinkenszand
· Hengstdijk
· Hoedekenskerke
· Hoek
· Hoofdplaat
· Koewacht
· Kwadendamme
· Nieuwerkerk
· Nieuwvliet
· Ossenisse
· Ouwerkerk
· Overslag
· Philippine
· Retranchement
· Rilland
· Scharendijke
· Serooskerke (Schouwen-Duiveland)
· Serooskerke (Veere)
· Sint Anna ter Muiden
· Sint-Annaland
· Sint Kruis
· Sirjansland
· Stoppeldijk
· Yerseke